# Peter Murphy
Peter John Joseph Murphy (Northampton, 11 de juliol de 1957) és un cantautor britànic. Va ser cantant del grup Bauhaus, considerat un dels precursors del rock gòtic. També té una llarga carrera en solitari amb diversos èxits.

## Biografia
Més conegut com el líder de Bauhaus, una banda de gran èxit a principis dels anys 80, Murphy, després de cinc anys amb Bauhaus, deixa la banda que entra en repòs. El 1984 Peter Murphy entra en un projecte anomenat Dali's Car, amb Mick Karn, ex-membre dels Japan, que no va obtenir gran èxit. És llavors quan Peter Murphy decideix llançar la seva carrera en solitari, allunyant-se de l'estil musical Bauhaus i introduint-se en altres estils més experimentals i íntims que el van fer guanyar altres tipus de seguidors. Molts dels seus treballs en solitari van estar molt influenciats per David Bowie.
La carrera en solitari de Peter Murphy comença amb una versió de Final Solution, una cançó del grup experimental Pere Ubu. Els seus primers èxits són les cançons "Indigo Eyes" i "Dragnet Drag", totes dues extretes del seu segon disc "Love Hysteria", publicat el 1988, però el seu apogeu va arribar el 1990 amb els senzills "Strange Kind of Love", "Cuts You". Up" extret de l'àlbum "Deep". El 1995 Murphy va tenir un altre àlbum de gran èxit, Cascade amb senzills com "Scarlet Thing In You" i "I'll Fall Without Your Knife".
El 1998 Peter Murphy va participar en la gira del 20è aniversari de la banda Bauhaus.
El 2006, Peter Murphy va fer una gira amb Nine Inch Nails, cantant diverses cançons de NIN com Reptile i Head Like a Hole. Hi ha diverses actuacions de "Bauhaus/Nine Inch Nails", barrejant cançons d'ambdós grups (a més de cançons de Pere Ubu i TV On The Radio).
El 2008, sense cap llançament de Bauhaus durant 25 anys, s'edita Go Away White. Amb aquest llançament, Murphy i la resta d'elements de la Bauhaus garanteixen ser els últims de la final de la banda.
El 2010 apareix en un cameo a la pel·lícula Eclipsi, el tercer capítol de la saga Crepuscle, interpretant el paper d'un antic vampir.
L'agost de 2013, Peter Murphy va presentar el "Mr. Moonlight Tour" per celebrar el 35è aniversari de la creació de la Bauhaus. Va incloure "King Volcano" com a cançó d'obertura i clàssics de la banda com "Bela Lugosi's Dead", "Kick In The Eye" i "She's In Parties".
A l'inici de l'espectacle es va presentar un avançament amb cançons del nou disc "Lleó". Les cançons destacades són "Eliza", "Gabriel", "Loctaine" i "The Ghost Of Shokan Lake". Cap al final de l'espectacle, Peter Murphy truca a Wayne Hussey de The Mission, que estava entre el públic mirant, i van improvisar junts "Telegram Sam" i "Ziggy Stardust".
El 2018 interpreta amb Bauhaus la gira del quarantè aniversari del grup.

## Vida personal
Murphy, vegà i convertit a musulmà habita actualment a Istanbul i mostra interès en la cultura i geopolítica del Mitjà Orient.
Peter Murphy està casat amb Beyhan i té dos fills, Hurihan i Adem. La seva dona ha dirigit diversos vídeos i és la líder de la Companyia Nacional de Dansa Moderna Turca.
El 12 de desembre de 2018 va ser detingut i expulsat del concert que estava fent a Estocolm per llançar gots i ampolles de vidre al tècnic de so, però impactant als espectadors que veien l'espectacle, ferint un fan.
A principis d'agost de 2019, Murphy va patir un atac de cor. Va ser traslladat a l'hospital quan es va sentir malalt abans d'un concert de Le poisson rouge a Nova York. Va ser sotmès a cures intensives a l'Hospital Lenox Hill de Manhattan. Posteriorment, el músic va afirmar que s'havia recuperat completament després de la teràpia i va tranquil·litzar els seguidors a través de les xarxes socials. El concert es va posposar fins al gener de 2020.

## Discografia

### Àlbums d'estudi
- Should the World Fail to Fall Apart (1986) (UK No. 82)
- Love Hysteria (1988) (US No. 135)
- Deep (1989) (US No. 44)
- Holy Smoke (1992) (US No. 108)
- Cascade (1995)
- Dust (2002)
- Unshattered (2004)
- Ninth (2011)
- Lion (2014) (US No. 173)
- Remixes from Lion (2015)

#### Àlbums en directe
- aLive Just for Love (2001)
- Mr. Moonlight Tour – 35 Years of Bauhaus (2014)
- Wild Birds Live Tour (2015)
- Bare-Boned and Sacred (2017)
- Live in London (2019)

#### Reculls
- Wild Birds: 1985–1995 (2000)